# Ołeksandr Miszuła
Ołeksandr Hennadijowycz Miszuła (ukr. Олександр Геннадійович Мішула; ur. 18 kwietnia 1992 w Dnieprze) – ukraiński koszykarz, występujący na pozycji rozgrywającego, reprezentant kraju, obecnie zawodnik OPTeam Resovia Rzeszów 

## Osiągnięcia
Stan na 16 kwietnia 2022, na podstawie, o ile nie zaznaczono inaczej.

### Drużynowe
- Mistrz Ukrainy (2016)
- Wicemistrz Ukrainy (2015, 2018)
- Brązowy medalista mistrzostw Ukrainy (2017, 2021)
- Zdobywca pucharu:
  - Ukrainy (2017–2019)
  - Superligi Ukrainy (2011, 2016)
- Finalista Pucharu Ukrainy (2015)
- Uczestnik rozgrywek międzynarodowych:
  - Ligi Mistrzów FIBA (2021/2022)
  - FIBA Europe Cup (2017/2018, 2020/2021)
  - VTB (2011/2012)

### Indywidualne
- MVP:
  - Pucharu Superligi Ukrainy (2016)[3]
  - kolejki ligi ukraińskiej (2 – 2013/2014)

### Reprezentacja
Seniorska
- Uczestnik:
  - mistrzostw:
    - świata (2014 – 18. miejsce)
    - Europy (2013 – 6. miejsce, 2015 – 22. miejsce, 2017 – 15. miejsce)

  - kwalifikacji:
    - europejskich do mistrzostw świata (2017 – 16. miejsce)
    - do Eurobasketu (2016/2017, 2020)

Młodzieżowe
- Uczestnik mistrzostw Europy:
  - U–20 (2011 – 10. miejsce, 2012 – 12. miejsce)
  - U–18 (2010 – 14. miejsce)
  - U–16 (2008 – 9. miejsce)